# Padres capadocios

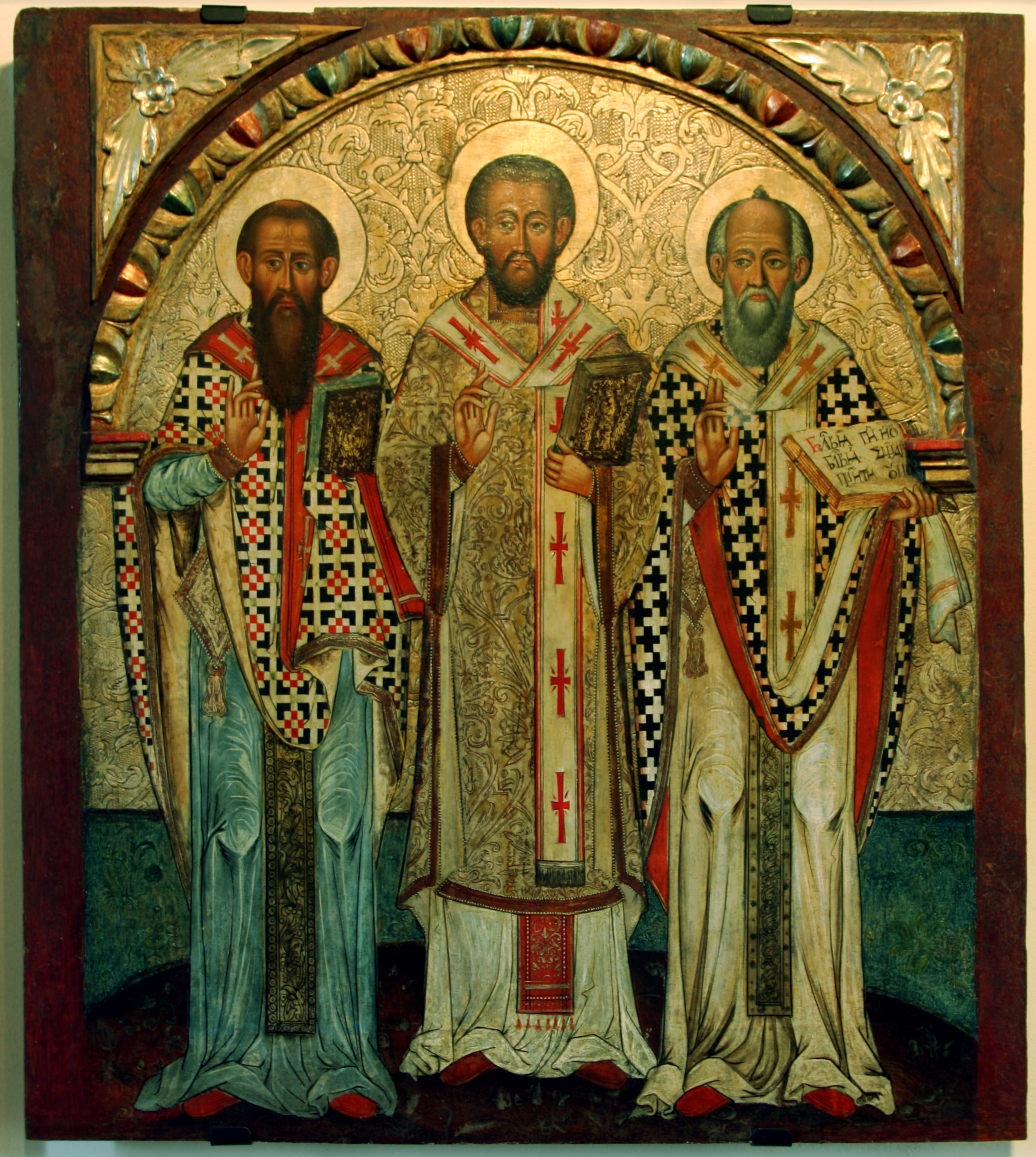
Icono de los Padres capadocios: San Basilio de Cesarea, San Gregorio de Nisa y San Gregorio Nacianceno, un icono de Lipie, Museo Histórico de Sanok, Polonia.

Los Padres capadocios (o filósofos capadocios, o simplemente capadocios) fueron tres santos venerados tanto por el catolicismo como por la iglesia ortodoxa, además de las iglesias protestantes históricas, luterana, anglicana, y metodista. 
Tuvieron gran importancia dentro de la historia de los padres de la iglesia, al contribuir significativamente al desarrollo de la teología cristiana de los primeros tiempos. Surgieron como una familia monástica del siglo IV en torno a la figura de Santa Macrina la Joven, quien les proporcionó un lugar para poder estudiar y meditar. La abadesa Macrina veló por la educación y el desarrollo de estos tres hombres que posteriormente serían conocidos, de forma conjunta, como «padres capadocios»: 
1. Basilio el Grande (330–379),[1]  segundo de los hermanos de Macrina (el primero fue el jurista cristiano Naucracio) y con el tiempo obispo de Cesarea,
2. Gregorio de Nisa  (c.332–395),[1] otro de los hermanos de Macrina, quien con el tiempo fue obispo de la diócesis asociada desde entonces con su nombre, y
3. Gregorio Nacianceno (329–389),[1] amigo cercano a la familia y que sería patriarca de Constantinopla.

Estos eruditos, formados en estudios clásicos de filosofía griega, se esforzaron en elevar el nivel de la teología cristiana, de manera que pudiera debatirse en pie de igualdad con la filosofía pagana. Contribuyeron a la definición de la Trinidad a la que se llegó en el I Concilio de Constantinopla de 381 y a la versión final del credo niceno que se formuló allí.